# Friedens- und Konfliktforschung
Die Friedens- und Konfliktforschung ist eine politikwissenschaftliche Teildisziplin der Internationalen Beziehungen. Zentraler Forschungsgegenstand ist die quantitative und qualitative Analyse von innerstaatlichen, zwischenstaatlichen und transnationalen bewaffneten Konflikten und Kriegen. Deskription und Empirie sind dabei zwei wissenschaftliche Methoden, derer sich die Friedens- und Konfliktforschung zur Analyse und Auswertung internationaler, politischer Konflikte bedient. Das interdisziplinär ausgerichtete Forschungsfeld kombiniert wissenschaftliche Erkenntnisse aus verschiedenen Disziplinen, wie beispielsweise dem Völkerrecht, den Internationalen Beziehungen, den Sicherheitsstudien, der politischen Theorie und der Philosophie.

## Geschichte

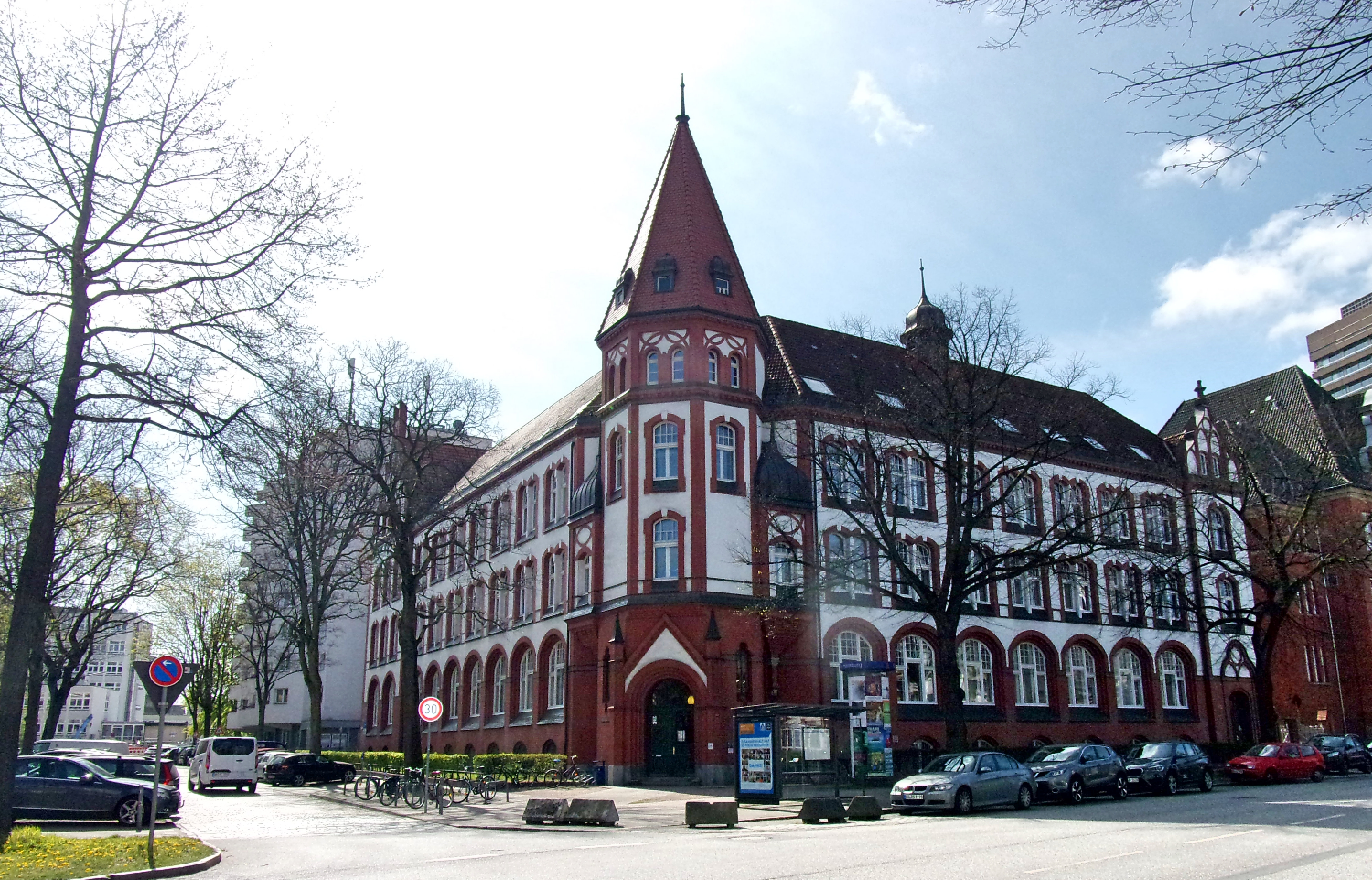
Institut für Friedensforschung und Sicherheitspolitik in Hamburg

Im Allgemeinen gilt Johan Galtung als der Gründungsvater und theoretische Vordenker der Friedens- und Konfliktforschung. Im Jahr 1959 gründete er das Peace Research Institute Oslo (PRIO) als erstes Friedensforschungsinstitut in Europa. In diesem Kontext wurde zudem mit dem Journal of Peace Research das erste wissenschaftliche Journal dieser Wissenschaftsdisziplin veröffentlicht.
In Deutschland entwickelte sich die Friedens- und Konfliktforschung vergleichsweise spät. Im Jahr 1968 schlossen sich Friedens- und Konfliktforscher verschiedener Disziplinen aus dem deutschsprachigen Raum in der Arbeitsgemeinschaft für Friedens- und Konfliktforschung zusammen. Im Jahr 1969 erhielt das Forschungsfeld dann einen entscheidenden Schub durch die Antrittsrede des Bundespräsidenten Gustav Heinemann, der sich explizit für eine Stärkung des Forschungsfeldes einsetzte. Daraufhin wurde im Herbst 1970 die Institutionalisierung des Forschungsfeldes offiziell durch die Gründung der Deutschen Gesellschaft für Friedens- und Konfliktforschung (DGF) vollzogen. In den Folgejahren wurden zudem die (vorerst) außeruniversitären Forschungsinstitute Leibniz-Institut Hessische Stiftung Friedens- und Konfliktforschung (HFSK) in Frankfurt am Main und das Institut für Friedensforschung und Sicherheitspolitik Hamburg (IFSH) gegründet. Die Institutionalisierung der Wissenschaftsdisziplin an den deutschen Universitäten kam im Vergleich zu den außeruniversitären Instituten nur schleppend in Gang. Nennenswert waren die beiden eingerichteten Professuren für Innenpolitik und Friedensforschung sowie Internationale Politik und Friedensforschung am Otto-Suhr-Institut der FU Berlin Anfang der 70er Jahre.
Im Jahr 2000 beschloss der Deutsche Bundestag, das Forschungsfeld offiziell aus Bundesmitteln zu fördern und gründete die Deutsche Stiftung Friedensforschung (DSF), welche mit einem Stiftungskapital von 25,56 Millionen Euro ausgestattet wurde. Der Auftrag der DSF umfasst die allgemeine Förderung der Friedens- und Konfliktforschung, den Schutz ihrer politischen und finanziellen Unabhängigkeit und die Unterstützung des Wissenschaftstransfers in die Politik.
Der erste eigenständige Masterstudiengang der Friedens- und Konfliktforschung wurde zum Wintersemester 2002/03 an der Universität Hamburg eingerichtet.

## Grundlagen und Terminologie

### Frieden

#### Positiver und negativer Frieden (Johan Galtung)
Johan Galtung definierte die Begriffe positiver und negativer Frieden zur Beschreibung unterschiedlicher Stadien des Friedens. So beschreibt er die reine Abwesenheit von Krieg bzw. direkter physischer Gewaltanwendung als negativen Frieden. Der positive Frieden wiederum beinhaltet ebenfalls die Zunahme sozialer Gerechtigkeit und einer Kultur des gesamtgesellschaftlichen Friedens.

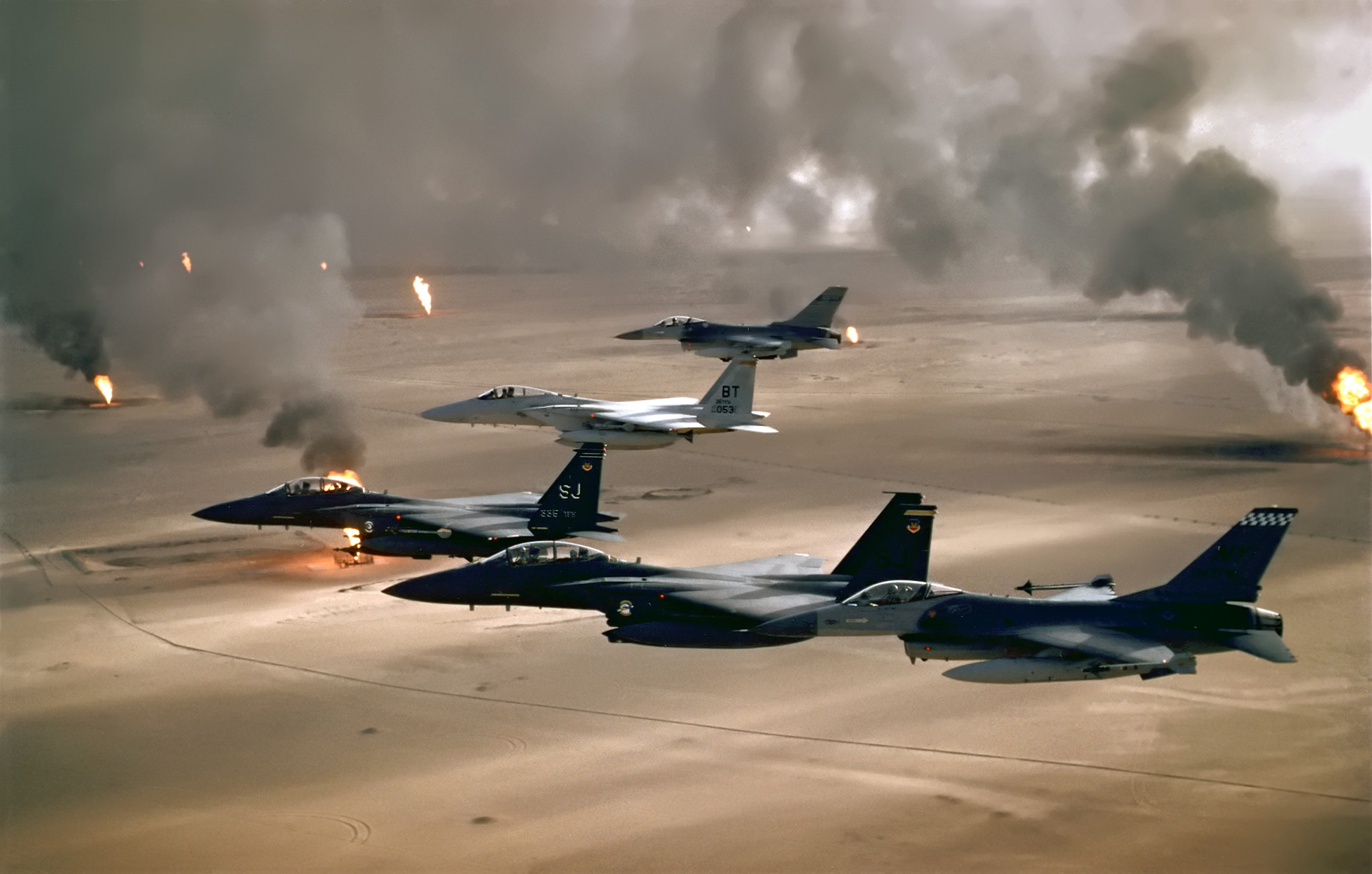
US-Luftwaffe während der Irak-Invasion

### Krieg
In wissenschaftlicher Hinsicht kann der Begriff des Krieges sowohl quantitativ als auch qualitativ erfasst werden. Eine weit verbreitete quantitative Definition stammt von J. David Singer und Melvin Small, im Kontext ihres Datenprojekts Correlates of War an der University of Michigan. Der Ausgangspunkt ihrer Definition des Krieges ist eine längerfristige Anwendung von Gewalt mit signifikanten Opferzahlen.

„We must define war in terms of violence. Not only is war impossible without violence (except of course in the metaphorical sense), but we consider the taking of human life the primary and dominant characteristic of war.“

Zur quantitativen Kategorisierung des Krieges nutzen die beiden Forscher den Grenzwert von mindestens 1000 getöteten Kombatanten pro Jahr. Diese Definition wird wiederum kritisiert, da einerseits die Wahl des Grenzwertes von 1000 getöteten Soldaten eine gewisse Willkürlichkeit beinhaltet und andererseits die empirische Erfassung der Opferzahlen aufgrund von annehmbar hohen Dunkelziffern sowie propagandistischer Verzerrung durch die Konfliktparteien nur bedingt belastbare Ergebnisse liefern kann. Im Gegensatz dazu definiert der ungarische Konfliktforscher István Kende den Kriegsbegriff qualitativ auf Basis der folgenden drei Charakteristika:
1. an den Kämpfen sind zwei oder mehr bewaffnete Streitkräfte beteiligt, bei denen es sich mindestens auf einer Seite um reguläre Streitkräfte (Militär, paramilitärische Verbände, Polizeieinheiten) der Regierung handelt;
2. auf beiden Seiten muss ein Mindestmaß an zentral gelenkter Organisation der Kriegführenden und des Kampfes gegeben sein, selbst wenn dies nicht mehr bedeutet als organisierte bewaffnete Verteidigung oder planmäßige Überfälle (Guerillaoperationen, Partisanenkrieg usw.);
3. die bewaffneten Operationen ereignen sich mit einer gewissen Kontinuität und nicht nur als gelegentliche, spontane Zusammenstöße, d. h. beide Seiten operieren nach einer planmäßigen Strategie, gleichgültig ob die Kämpfe auf dem Gebiet einer oder mehrerer Gesellschaften stattfinden und wie lange sie dauern.

## Forschungsschwerpunkte
Friedens- und Konfliktforschung befasst sich mit der Charakterisierung von internationalen und innerstaatlichen Konflikten, deren Ursachen (notwendige und hinreichende Faktoren), Verlauf, Prävention, Lösung und Konfliktkosten.

### Konfliktursachenforschung
Hinsichtlich der Ursachen von (gewaltsamen) Konflikten innerhalb von Staaten existieren verschiedene Perspektiven. Ein Ansatz geht davon aus, dass Konflikte vor allem auf Grund wahrgenommener oder de facto existierender Interessengegensätze und Unzufriedenheiten entstehen. Beispiele hierfür sind etwa ethnische Diskriminierung, mangelnde politische Mitspracherechte, ungleicher Zugang zu Ressourcen oder kulturelle Unterdrückung. Konstruktivistische und poststrukturalistische Autoren betonen, dass solche Unzufriedenheiten zumindest teilweise nicht objektiv sind, sondern (etwa von Gewaltunternehmern oder extremistischen Gruppen) konstruiert werden. Andere Forschende betonen hingegen, dass in jeder Gesellschaft hinreichend Spannungen existieren, um gewaltsame Konflikte auszulösen. Der Ausbruch solcher Konflikte hängt demnach primär von den Opportunitätsstrukturen ab, denen sich potentielle Rebellen gegenübersehen. Schwache Staatlichkeit, externe oder interne Finanzierungsquellen, Rückzugsgebiete und gute Rekrutierungsmöglichkeiten für Kämpfende sind hier nur einige Beispiele. Paul Collier und Anke Hoeffler gehen sogar davon aus, dass Bürgerkriege hauptsächlich dann ausbrechen, wenn die möglichst vielen bzw. relevanten Akteuren Möglichkeiten zur Bereicherung bieten.
Die Ursachen von zwischen- und innerstaatlichen Konflikten können ebenso vielfältig sein. Neben Versuchen von Staaten, ihre Macht, Ressourcenbasis oder Sicherheit zu maximieren spielen auch hier wahrgenommene Unzufriedenheiten, Bedrohungsperzeptionen und tradierte Feindschaften eine wichtige Rolle.
Die Friedens- und Konfliktforschung richtet sich auf Auseinandersetzungen zwischen Staaten oder Volksgruppen, Organisationen, Interessensgruppen und Personen.

### Friedensprozesse
Normatives Ziel der Friedens- und Konfliktforschung ist eine wirkungsvolle und dauerhafte Lösung des Konflikts und damit Frieden. Erster Schritt ist die Deeskalation (z. B. Einstellung von Kampfhandlungen, Abbau offener Aggression). Zweiter Schritt ist die Einleitung von Kommunikation zwischen den Konfliktparteien. Im dritten Schritt wird der eigentlichen Interessensgegensatz herausgearbeitet und ein gegenseitiges Verständnis der Konfliktparteien für das Interesse der jeweilig anderen entwickelt. Dazu ist es nicht bloß erforderlich, die zugrundeliegenden Werte zu verstehen und zu achten, sondern ebenfalls jegliche Informationen des vergangenen Konflikts offenzulegen. Erst dann kann mittels Mediation gemeinsam eine Konfliktlösung entwickelt werden. Der Mediator muss dabei eine gleich große Distanz zu beiden Konfliktparteien einnehmen, um für beide Seiten vertrauenswürdig zu sein. Der letzte Schritt ist die Aussöhnung der Konfliktparteien und damit der Abbau von Spaltungsfaktoren (Vorurteile, Hass und Desinformation) sowie die Grundsteinlegung für Vergebung und die Bereitschaft gemeinsam ein neues Kapitel aufzuschlagen. Dies kann mittels einer Wahrheits- und Versöhnungskommission, der Einführung friedensstiftender Politikinhalte (Policy), Institutionen (Polity) und einer öffentlichen Debatte (Politics, genauer: Öffentlichkeitsarbeit) als auch durch (friedensstiftende) religiöse Predigten erreicht werden.

## Lehre
Die Zahl der weiterführenden Studiengänge mit Schwerpunkt Friedens- und Konfliktforschung haben in den letzten Jahren stark zugenommen. Momentan bieten folgende Universitäten einen konsekutiven Masterstudiengang im Bereich Friedens- und Konfliktforschung an:
- Universität Augsburg,
- Universität Hamburg,
- Johann Wolfgang Goethe-Universität Frankfurt am Main (in Kooperation mit der Technischen Universität Darmstadt),
- Eberhard Karls Universität Tübingen,
- Otto-von-Guericke-Universität Magdeburg,
- Philipps-Universität Marburg,
- Katholische Universität Eichstätt-Ingolstadt.
- Universität Osnabrück[16]

Diese Universitäten kooperieren seit 2016 in der Lehre durch die Organisation sogenannter „Ringseminare“, bei der die Hochschulen (zusammen mit den Universitäten Freiburg, Mainz und zeitweise Düsseldorf) jeweils im Sommersemester eine Lehrveranstaltung vernetzt digital anbieten. Ergebnisse sind u. a. eLearning-Angebote für die Öffentlichkeit zum Beispiel zur Konfliktanalyse. An den Universitäten Duisburg-Essen, Konstanz und der Alice Salomon Hochschule Berlin gibt es verwandte Studiengänge.
In Großbritannien und den USA gehören peace and conflict studies, war studies, sowie conflict resolution schon lange zur universitären Lehre.

## Forschungsinstitute und Denkfabriken

### Universitär
- Leibniz-Institut für Friedens- und Konfliktforschung / Peace Research Institute Frankfurt (PRIF)
- Institut für Friedenssicherungsrecht und Humanitäres Völkerrecht (IFHV), Ruhr-Universität Bochum
- Heidelberger Institut für Internationale Konfliktforschung (HIIK)
- Institut für Entwicklung und Frieden (INEF), Universität Duisburg-Essen
- Institut für Friedensforschung und Sicherheitspolitik Hamburg (IFSH), Universität Hamburg
- Zentrum für Konfliktforschung, Philipps-Universität Marburg
- Center for the Study of Conflict and Peace, Universität Osnabrück
- Stockholm International Peace Research Institute (SIPRI)

### Außeruniversitär
- Peace Research Institute Oslo (PRIO)
- Galtung-Institut für Friedenstheorie und Friedenspraxis
- Bonn International Center for Conflict Studies (BICC)
- International Crisis Group (ICG)
- Österreichisches Studienzentrum für Frieden und Konfliktlösung
- Stiftung Wissenschaft und Politik (SWP)
- Swisspeace
- Berghof Foundation

## Wissenschaftliche Fachzeitschriften
- International Peacekeeping
- Journal for Peace and Justice Studies, Center for Peace & Justice Education, Universität Villanova
- Journal of Conflict Resolution, University of Maryland
- Journal of Peace Research, Peace Research Institute Oslo
- Wissenschaft und Frieden, Arbeitsgemeinschaft für Friedens- und Konfliktforschung
- Peace & Change
- Peace Review